# Bharagonalia aemulata
Bharagonalia aemulata är en insektsart som beskrevs av Young 1986. Bharagonalia aemulata ingår i släktet Bharagonalia och familjen dvärgstritar. Inga underarter finns listade i Catalogue of Life.